# Oumou Sangaré
Oumou Sangaré (* 25. února 1968) je malijská zpěvačka z etnické skupiny Fula/Peul (Fulbe, Fulani, Pulaar) z jihomalijské oblasti Wassoulou. Oumou je také hlasitým odpůrcem rodiči vynucených sňatků a polygamie.
Není ale pouze zpěvačkou, v současnosti se dokonce víc věnuje podnikání než hudbě. V Bamaku vlastní třicetipokojový hotel, ve kterém vystupují maliští hudebníci a často také ona sama. Sama k tomu dodává: „Ten hotel jsem sama pomáhala stavět. Chtěla jsem naším ženám ukázat, že mohou žít lépe, pokud budou pracovat.”. Jednou z její podnikatelských aktivit je také prodej aut. Pro jeden dovozový čínský vůz pro malijský trh dokonce dala v rámci podpory prodeje souhlas s názvem podle svého jména ("Oum Sang").
Ačkoli byla velvyslancem Organizace pro výživu a zemědělství stále tvrdí, že nechce vstupovat do politiky: „Jako umělec máte právo svobodně říkat, co si myslíte. Pokud jste politik, musíte se řídit příkazy shora.”

## První hudební krůčky
Zpěvem si přivydělávala už jako dítě, kdy pomáhala své matce živit rodinu po tom, co je opustil její otec. Oumou byla už v pěti známá jako talentovaná zpěvačka. V šestnácti už vyjela na turné se skupinou bubeníků Djoliba.
Potom začala spolupracovat s Amadou Ba Guindem, široce uznávaným malijským hudebníkem, se kterým také nahrála v roce 1989 své první album Moussoulou (Žena), které zaznamenalo v západní Africe nečekaný komerční úspěch. Prodalo se ho více než 200 tisíc kopií. S pomocí další hvězdy – kytaristy Ali Farka Tourého – pak podepsala smlouvu s anglickou nahrávací společností World Circuit. Ve svých 21 už byla opravdovou hvězdou.

## Hudba
Oumou Sangaré je často označována jako velvyslanec kraje Wassoulou. Její hudba je také inspirována tradičními loveckými písněmi a tanci tohoto regionu. Texty jejich písní jsou plně společenské kritiky, zvláště pak nerovným postavením žen v Africe. Hodně písní je o manželství, zvláště pak o svobodě vybrat si partnera.

## Diskografie
- Moussoulou (1991)
- Ko Sira (1993)
- Worotan (1996)
- Oumou (2004), dvoudisková kompilace
- Seya (2009)
- Mogoya (2017)
- Mogoya Remixed (2018)
- Acoustic (2020)
- Timbuktu (2022)